# Iulius Georgius Schottelius
Iulius Georgius Schottelius (nato Justus Georg Schottel) (Einbeck, 23 giugno 1612 – Wolfenbüttel, 25 ottobre 1676) è stato uno scrittore tedesco barocco.

## Opere

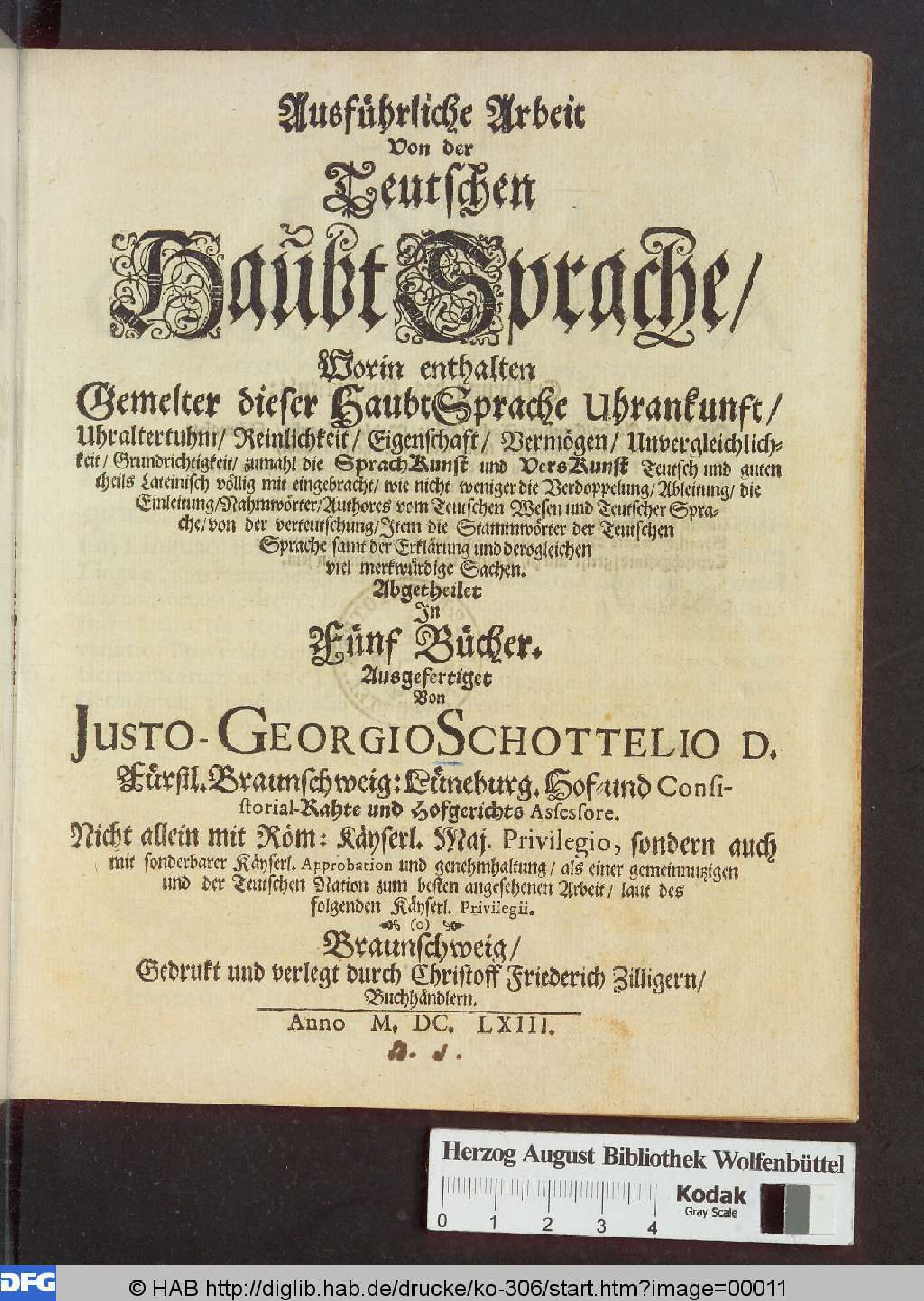
Ausführliche Arbeit Von der Teutschen HaubtSprache, 1663

- (DE) Justus Georg Schottel, Ausführliche Arbeit Von der Teutschen HaubtSprache, Christoph Friedrich Zilliger, 1663.